# Moro (Pakistán)
Moro (Sindhi:مورو) es una localidad de Pakistán, en la provincia de Sindh.

## Demografía
Según estimación 2010 contaba con 93486 habitantes.